# 목인길
목인길(睦仁吉, 1317년 ~ 1392년)은 고려의 무신, 재상(宰相)이다. 본관은 사천(泗川)이다. 사성군(泗城君)에 책봉되었으며, 문하찬성사(門下贊成事)에 이르렀다.

## 생애
낭장동정(郞將同正) 목효기(睦孝基)의 6세손이며, 진사 목충달(睦忠達)의 둘째 아들이다.
공민왕이 원나라에 들어가서 숙위(宿衛)할 때, 중랑장(中郞將)으로 시종하여 일등공신이 되었으며, 거듭 승진해 병부상서(兵部尙書)가 되었다.
1356년(공민왕 5) 대호군(大護軍)으로서 친원파(親元派) 기철(奇轍)의 일파를 제거하였다.
1361년 왕이 홍건적을 피하여 남쪽으로 피난갈 때도 호종하여 지밀직사사(知密直司事)로 승진했다.
목인길은 평소에 전법판서(典法判書) 이자송(李子松)과 원한이 있었다. 이자송이 원나라에 사신으로 가게 되어 도당(都堂)이 전별(餞別)하자 목인길이 술이 취해 이자송의 멱살을 붙잡고 꾸짖었다. 1362년 감찰사(監察司)가 목인길을 탄핵하니 목인길이 왕에게 대관(臺官)을 고소하였으며 전법사가 재차 탄핵하였으나 왕이 들어주지 않았다. 간관(諫官) 전록생(田祿生) 등이 상소를 올리자 왕이 어쩔 수 없이 목인길을 사성군(泗城君)으로 책봉하여 전리(田里)로 보냈는데, 왕이 사람을 보내어 목인길에게 채색 비단 2필을 하사하였다.
1363년(공민왕 12) 흥왕사의 변 이후 다시 발탁되어 기용되었다. 어느 날 상의(商議) 김귀(金貴)가 목인길보다 지위가 낮았으나 먼저 문서에 서명하였다. 그것이 이윽고 목인길에게 이르자 김귀가 자기보다 먼저 서명한 것에 화가 나 문서에 서명하지 않았다. 평리(評理) 최영(崔瑩)이 노하여 왕에게 아뢰어 서명을 하게 하였으나 목인길은 왕의 총애를 믿고 끝내 따르지 않았다.
1365년 과거 친원파를 숙청하고 왕을 호종한 공이 모두 1등공신이 되어 첨의평리(僉議評理)에 제수되었다.
신돈이 집정한 뒤에 최영 등 그를 따르지 않는 자들은 모두 축출되었으나, 목인길은 공민왕이 즉위하기 전부터의 오래된 신하였던 데다 무인으로 학식이 없으므로 위험하지 않다고 판단하였기에 내버려 두었는데, 어느 날 목인길이 야간 순찰을 하는데 어떤 자가 노국공주(魯國公主)의 종형 카라부카[哈刺不花]의 집으로 뛰어 들어가는 것을 발견한 목인길이 카라부카의 집을 수색하려 들었고, 카라부카는 이를 왕에게 호소하였다. 이때 신돈은 목인길이 자신의 거짓말을 왕에게 보고할까 우려하고 있던 와중에 왕이 노한 기회를 타서 참소해 전주(全州)로 유배보내게 했다. 앞서 목인길을 참소했을 때 "목인길은 원로라서 작은 실수를 가지고 쫓아낼 수 없다"고 변호했던 임군보 역시 목인길과 같은 날에 유배되었다. 1367년 목인길은 오인택과 함께 신돈을 제거하려고 꾀했다가 누설되는 바람에 청주(淸州)로 유배되었으나, 다시 찬성사(贊成事)에 기용되었다.
1374년(공민왕 23) 제주도(濟州島)에서 목호의 난(牧胡의 亂)이 일어났을 때 목인길은 전라도원수(全羅道元帥)가 되어 난을 평정하는 공을 세웠다. 왕은 최영을 양광·전라·경상도도통사(楊廣·全羅·慶尙道都統使)로 삼고, 염흥방(廉興邦)을 도병마사(都兵馬使)로 삼고, 이희필(李希泌)과 변안렬(邊安烈)을 양광도원수(楊廣道元帥)로 삼고, 목인길(睦仁吉)과 임견미(林堅味)를 전라도원수(全羅道元帥)로 삼고, 지윤(池奫)과 나세(羅世)를 경상도원수(慶尙道元帥)로 삼고, 김유(金庾)를 삼도조전원수 겸 서해·교주도도순문사(三道助戰元帥 兼 西海·交州道都巡問使)로 삼아 전함 314척과 사졸 25,600명을 거느리고 목호의 난을 토벌하게 하였다.
1377년(우왕 3) 4월 문하찬성사(門下贊成事)에 올랐다. 이 해 문하찬성사판판도사사(門下贊成事判版圖司事) 지윤(池奫)과 더불어 이인임(李仁任)·경복흥(慶福興)·최영(崔瑩) 등을 제거하기로 모의하였다. 그러나 도리어 이인임에게 밀고해 지윤의 족당을 모두 붙잡히게 하였다. 목인길과 이준(李竴)·이전(李竱)이 토지를 다투다가 틈이 생겨 중상하려 하였는데 지윤(池奫)이 복주(伏誅)되자 목인길은 지윤의 당여로 무고되어 순군에 갇혔다가 얼마 뒤 풀려났다.
1379년 목인길이 도당에 근무할 때, “왜적이 제멋대로 침략해오는 판에, 우리들이 제 배만 불리고 부끄러운 줄을 모른다면 사람이라고 말할 수 있겠느냐?”라고 하자 이인임(李仁任)은 그 말이 자기를 몰아세우는 말이라고 여겨 목인길을 전라도의 왜적을 공격하도록 보냈다.
1380년에 대사헌(大司憲) 우현보(禹玄寶) 등이 무고하여 목인길이 반역하려는 뜻을 가지고 있다고 탄핵하니, 관직이 삭탈되어 유배되었다.
1392년 조선의 개국으로 풀려나 고향인 사천에서 생을 마쳤다고 한다. 묘소는 경상남도 사천시 정동면 수청리의 산47번지 이구산(尼丘山)에 위치하고 있다.